# Katja Verheyen
Katja Verheyen (nascida a 29 de fevereiro de 1980) é uma política belga do partido Nova Aliança Flamenga.
Verheyen é membro do Parlamento Flamengo desde 2019. Ela substituiu Jan Peumans, que optou por não tomar o seu lugar no parlamento. Antes do seu mandato no parlamento, ela serviu como presidente do capítulo Jong N-VA em Limburg.